# Зарубежные фильмы, выпущенные в советский прокат в 1950 году
Список из 28 зарубежных фильмов, выпущенных в советский кинопрокат в 1950 году. Месяцем выпуска считается время первой демонстрации в Москве.
Закупкой зарубежных фильмов для советского кинопроката занималось Всесоюзное объединение по экспорту и импорту кинофильмов «Совэкспортфильм» Министерства кинематографии СССР. Иногда цветные фильмы в массовом тираже выпускались черно-белыми. Многие фильмы подвергались некоторым, как правило, незначительным купюрам.
| Прокатное название на русском языке | Оригинальное название и год выхода            | Страна         | № месяца |
| ----------------------------------- | --------------------------------------------- | -------------- | -------- |
| Анна Сабо                           | «Szabóné» (венг.) (1949)                      | ВНР            | 05       |
| Венские девушки                     | «Wiener Mädeln» (нем.) (1949)                 | Австрия        | 09       |
| Герои старой Праги                  | «Revoluční rok 1848» (чешск.) (1949)          | ЧССР           | 08       |
| Голубые мечи                        | «Die blauen Schwerter» (нем.) (1949)          | ГДР            | 08       |
| Граф Монте-Кристо (2 серии)         | «Le Comte de Monte Cristo» (фр.) (1942)       | Франция Италия | 06       |
| Два огня                            | «Dva ohne» (чешск.) (1950)                    | ЧССР           | 09       |
| Дитя Дуная                          | «Kind der Donau» (нем.) (1950)                | Австрия        | 05       |
| Дочери Китая                        | «Zhōnghuá nǚér» (кит. 中華女儿) (1949)        | КНР            | 08       |
| Женщина отправляется в путь         | «Egy asszony elindul» (венг.) (1949)          | ВНР            | 04       |
| Искры                               | «Guāng máng wàn zhàng» (кит. 光芒万丈) (1949) | КНР            | 09       |
| Коричневая паутина                  | «Rotation» (нем.) (1949)                      | ГДР            | 04       |
| Любовный напиток                    | «L'elisir d'amore» (итал.) (1947)             | Италия         | 12       |
| Мост                                | «Qiáo» (кит. 桥) (1949)                       | КНР            | ??       |
| Невидимый фронт                     | «Wúxíng de zhànxiàn» (кит. 无形的战线) (1949) | КНР            | 12       |
| Огонь                               | «Tüz» (венг.) (1948)                          | ВНР            | 01       |
| Паяцы                               | «Pagliacci» (итал.) (1948)                    | Италия         | 10       |
| Пёстроклетчатые                     | «Die Buntkarierten» (нем.) (1949)             | ГДР            | 02       |
| Побег из неволи                     | «Калин Орелът» (болг.) (1950)                 | НРБ            | 10       |
| Похитители велосипедов              | «Ladri di biciclette» (итал.) (1948)          | Италия         | 05       |
| Рассвет                             | «Le Point du jour» (фр.) (1949)               | Франция        | 04       |
| Свадьба Фигаро                      | «Figaros Hochzeit» (нем.) (1949)              | ГДР            | 07       |
| Скандал в Клошмерле                 | «Clochemerle» (фр.) (1948)                    | Франция        | 11       |
| Совет богов                         | «Der Rat der Götter» (нем.) (1949)            | ГДР            | 11       |
| Тайное поручение                    | «Der Auftrag Höglers» (нем.) (1950)           | ГДР            | 10       |
| Хлеб наш насущный                   | «Unser täglich Brot» (нем.) (1949)            | ГДР            | 03       |
| Чёртово ущелье                      | «Czarci żleb» (пол.) (1949)                   | ПНР            | 07       |

Список включает 2 трофейных фильма из Рейхсфильмархива.
| Трофейные фильмы                    | Трофейные фильмы                              | Трофейные фильмы | Трофейные фильмы |
| Прокатное название на русском языке | Оригинальное название и год выхода            | Страна           | № месяца         |
| ----------------------------------- | --------------------------------------------- | ---------------- | ---------------- |
| На земле предков                    | «Geronimo» (англ.) (1939)                     | США              | 07               |
| Сенатор                             | «Mr. Smith Goes to Washington» (англ.) (1939) | США              | 12               |